# Gergely Kántor
Dans le nom hongrois Kántor Gergely, le nom de famille précède le prénom, mais cet article utilise l’ordre habituel en français Gergely Kántor, où le prénom précède le nom.
Pour les articles homonymes, voir Kantor (homonymie).
Gergely Kántor est un joueur d'échecs hongrois né le 19 juillet 1999 à Budapest.
Au 1er février 2022, il est le neuvième joueur hongrois avec un classement Elo de 2 586 points.

## Biographie
Gergely Kántor finit quatrième du championnat du monde des moins de seize ans en 2015, à égalité de points avec le deuxième.
Il remporte le championnat de Hongrie junior en 2019 et reçoit le titre grand maître international la même année. Il finit 3e-6e du tournoi de Hastings 2019-2020 (troisième au départage).
En 2021, il finit 2e-5e de l'open de l'Université de Riga et vainqueur du mémorial Barczay 2021 à Zalakaros avec 6 points sur 7. En décembre 2021, il finit deuxième du championnat de Hongrie d'échecs.
Il a participé au championnat d'Europe d'échecs des nations de 2021 avec l'équipe de Hongrie et marqua 3,5 points sur 6 comme cinquième échiquier.